# ウェイン郡 (ネブラスカ州)
ウェイン郡（ウェインぐん、Wayne County）は、アメリカ合衆国ネブラスカ州に位置する郡である。2000年現在、人口は9,851人である。ここの郡庁所在地はウェインである。

## 地理
アメリカ合衆国統計局によると、この郡は総面積1,149 km2 (443 mi2) である。このうち1,148 km2 (443 mi2) が陸地で0 km2 (0 mi2) が水地域である。総面積の0.01%が水地域となっている。

### 隣接する郡
- ディクソン郡 - (北東)
- サーストン郡 - (東)
- カミング郡 - (南東)
- スタントン郡 - (南)
- ピアース郡 - (西)
- シーダー郡 - (北)

## 人口動勢
2000年現在の国勢調査で、この郡は人口9,851人、3,437世帯、及び2,206家族が暮らしている。人口密度は9/km2 (22/mi2) である。3/km2 (8/mi2) の平均的な密度に3,662軒の住居が建っている。この郡の人種的構成は白人96.78%、アフリカン・アメリカン0.94%、先住民0.35%、アジア0.35%、太平洋諸島系0.01%、その他の人種0.85%、及び混血0.72%である。人口の1.48%がヒスパニックまたはラテン系である。
この郡内の住民は21.60%が18歳未満の未成年、18歳以上24歳以下が25.40%、25歳以上44歳以下が21.20%、45歳以上64歳以下が18.00%、及び65歳以上が13.70%にわたっている。中央値年齢は28歳である。女性100人ごとに対して男性は92.30人である。18歳以上の女性100人ごとに対して男性は92.30人である。
この郡の世帯ごとの平均的な収入は32,366米ドルであり、家族ごとの平均的な収入は43,840米ドルである。男性は27,848米ドルに対して女性は20,376米ドルの平均的な収入がある。この郡の一人当たりの収入 (per capita income) は14,644米ドルである。人口の14.50%及び家族の7.40%は貧困線以下である。全人口のうち18歳未満の10.60%及び65歳以上の7.20%は貧困線以下の生活を送っている。

## 都市及び村
- キャロル (Carroll)
- Hoskins
- Sholes
- ウェイン (Wayne)
- ウィンサイド (Winside)

1. ↑   Find a County, National Association of Counties 2011年6月7日閲覧。
2. ↑   American FactFinder, United States Census Bureau 2008年1月31日閲覧。